# Кирил Валявичарски
Кирил Стоилов Валявичарски е български офицер, полковник.

## Биография
Кирил Валявичарски е роден на 24 март 1895 година в кюстендилското село Трекляно. През 1916 година завършва Военното училище в София. През 1931 г. е назначен на служба в Школата за запасни офицери, през 1933 г. служи в 2-ри пограничен участък и същата година е прехвърлен в 3-ти погранична секция. През 1934 г. е назначен за домакин на 27-и пехотен чепинскиполк, а от следващата служи във Военното училище. От 1941 година е командир 22-ри пехотен тракийски полк, а през 1943 г. е назначен закомандир на 25-а пехотна дивизия от състава на 1-ви окупационен корпус в Поморавието. Уволнен е на 13 септември 1944.

## Военни звания
- Подпоручик (5 октомври 1916)
- Поручик (30 май 1918)
- Капитан (30 януари 1923)
- Майор (26 август 1934)
- Подполковник (6 май 1937)
- Полковник (6 май 1941)